# Esnandes
Esnandes é uma comuna francesa na região administrativa da Nova Aquitânia, no departamento de Charente-Maritime. Estende-se por uma área de 7,45 km². Em 2010 a comuna tinha 2 104 habitantes (densidade: 282,4 hab./km²).

## Lie externas
- Le Piéton d'Esnandes Photographies d'Esnandes
- Esnandes sur le site de l'Institut géographique national